# Bauausschreibungen in Österreich
Eine Ausschreibung ist eine schriftliche Leistungszusammenstellung, die bestimmte Leistungen zu genau festgelegten Bestimmungen beschreibt. Durch eine Ausschreibung werden potentielle Unternehmen aufgefordert, ihre Angebote abzugeben. Die Ausschreibung ist – rechtlich gesehen – eine Aufforderung zur Angebotsstellung und Teil der technischen Abwicklung von Bauausschreibungsprozessen.
Zu unterscheiden ist grundsätzlich zwischen:
- privatwirtschaftlichen Ausschreibungen,
- öffentlichen Ausschreibungen.

## Privatwirtschaftliche Ausschreibungen
Privatwirtschaftliche Ausschreibungen unterliegen nicht dem Bundesvergabegesetz (BVerG) und ihre Form ist nicht reglementiert. Grundsätzlich orientieren sich Ausschreibungen seitens der Privatwirtschaft an den gesetzlichen Regelungen zur öffentlichen Ausschreibung. In der Praxis lädt der private Ausschreiber Unternehmen (Bieter) zur Angebotsabgabe ein. Wenn es sich im privaten Bereich um eine freie Vergabe handelt, kann ein nach beliebigen Kriterien gewählter Bieter den Auftrag zugeteilt bekommen.

## Öffentliche Ausschreibungen
Wenn ein öffentlicher Auftraggeber eine Ausschreibung erstellt, muss er sich an die Bestimmungen des Bundesvergabegesetzes (BVerG) halten. Öffentliche Auftraggeber sind gesetzlich verpflichtet ein öffentliches Ausschreibungsverfahren durchzuführen, um so das wirtschaftlich günstigste und zuverlässigste Angebot zu finden.

### Öffentlichen Auftraggeber
- Bund
- Länder
- Gemeinden
- Gemeindeverbände
- bestimmte Einrichtungen
  - die zu dem besonderen Zweck gegründet wurden, im Allgemeininteresse liegende Aufgaben zu erfüllen, die nicht gewerblicher Art sind, und
  - zumindest teilrechtsfähig sind und
  - in einer besonderen Nahebeziehung zur öffentlichen Hand stehen, weil sie von dieser kontrolliert oder überwiegend finanziert werden

Die Landesvergaberechtsschutzgesetze gelten als Gesetzesgrundlage für die Vergabekontrollverfahren aller öffentlichen Auftraggeber im Bereich der Länder. Jedes Bundesland verfügt über eine eigene unabhängige und weisungsfreie Kontrollbehörde, die berechtigt ist, rechtswidrige Entscheidungen eines öffentlichen Auftraggebers für nichtig zu erklären, durch eine einstweilige Verfügung vorläufige Maßnahmen zu ergreifen oder eine Rechtsverletzung festzustellen.

### Standardisierte Leistungsbeschreibungen
Die öffentlichen Auftraggeber sind gemäß §§ 105 Abs. 3 und 110 Abs. 2 Bundesvergabegesetz 2018 angehalten, bei der Erstellung von Ausschreibungen geeignete Leitlinien, wie ÖNORMEN oder standardisierte Leistungsbeschreibungen (LB) heranzuziehen. Die Standardisierte Leistungsbeschreibung Hochbau (LB-HB) und Haustechnik (LB-HT) werden vom Bundesministerium für Wissenschaft, Forschung und Wirtschaft (BMWFW) als Herausgeber koordiniert und im Zuge des Änderungsdienstes auf dem aktuellen Stand der Technik gehalten. Die Standardisierte Leistungsbeschreibung Verkehr und Infrastruktur wird von der Forschungsgesellschaft Straße – Schiene – Verkehr (FSV) herausgegeben.
Standardisierte Leistungsbeschreibungen sollen dem Planer helfen, eine klare, übersichtliche Ausschreibung zu formulieren. Eine Standardisierte Leistungsbeschreibung ist eine Sammlung von Texten zur Beschreibung standardisierter Leistungen, und zwar für rechtliche und technische Bestimmungen (Vertragsbestimmungen) und für Positionen eines künftigen Leistungsverzeichnisses. Die Sammlung umfasst die Leistungen für ein bestimmtes Fachgebiet in seiner Gesamtheit oder in Bezug auf Teilgebiete. Standardisierte Leistungsbeschreibungen werden besonders, jedoch nicht ausschließlich, für die Ausschreibung von Bauleistungen erarbeitet.
Aktuelle Ausgaben der Standardisierten Leistungsbeschreibungen in Österreich:
- LB HB-022 Standardisierte Leistungsbeschreibung Hochbau – Baumeister und Professionisten (Ausgabe Dezember 2021)
- LB HT-013 Standardisierte Leistungsbeschreibung Haustechnik (Ausgabe Dezember 2021)
- LB FSV-VI-006 Standardisierte Leistungsbeschreibung Verkehr und Infrastruktur (Ausgabe Mai 2021)
- LB BL 12 Standardisierte Leistungsbeschreibung Beleuchtung (Ausgabe Oktober 2022)

### ÖNORM A 2063
Regelt den Austausch von Leistungsbeschreibungs-, Elementkatalogs-, Ausschreibungs-, Angebots-, Auftrags- und Abrechnungsdaten in elektronischer Form. Die aktuelle Ausgabe ist ÖNORM A 2063:2015 07 15.
Die neue ÖNORM A 2063 ersetzt per 1. Juni 2009 die Ausgaben ÖNORM B 2062:1996, ÖNORM B 2063:1996 und die ÖNORM B 2114:1996, die technisch überarbeitet und zu einer ÖNORM zusammengefasst wurden.
Diese ÖNORM berücksichtigt die zwischenzeitlich eingetretenen Anforderungen, z. B. E-Procurement, wobei auch ein einheitlicher Aufbau der Datenbestände für Leistungsbeschreibungen, Leistungsverzeichnisse und die Abrechnungsdaten angestrebt wurde.
Die ÖNORM A 2063, die nun der Kennbuchstabengruppe A angehört, hat jetzt auch die Anforderungen für Lieferleistungen oder Dienstleistungen abzudecken und findet daher folgerichtig nicht nur im Bauwesen ihre Anwendung.
Sie regelt den Austausch von strukturierten Daten im XML-Format und soll Grundlage für Programme für Auftraggeber und Auftragnehmer sein. Softwarehäuser können zusätzliche Funktionalitäten auf dieser Basis implementieren, die den jeweiligen Anforderungen entsprechen.
Wichtigste Änderungen gegenüber den vorherigen Normen sind nur mehr eine Struktur der Leistungsbeschreibungen und ein Änderungskennzeichen, um Änderungen von einer Version einer Leistungsbeschreibung zur anderen transparenter zu machen. Die Texte können formatiert ausgegeben und mit Grafiken ergänzt werden. Für Preise zu einer Leistungsbeschreibung (LB) kann ein eigener Datenbestand ausgetauscht werden.
Mit der Ausgabe vom 1. Mai 2011 wurde die ÖNORM A 2063 um Elementkataloge erweitert. Ein Elementkatalog fasst Positionen einer oder mehrerer Leistungsbeschreibungen zusammen. Ziel der Elementkataloge ist es, ein Kostenmanagement mit der Elementmethode (Baugliederung) zu unterstützen und den Austausch der Elementdaten zwischen den einzelnen Programmen (CAD, AVA und Bauteilrechner) zu ermöglichen. Aus einem allgemein formulierten Elementkatalog kann in der Folge ein projektbezogener Elementkatalog und schließlich können daraus nach Positionen gegliederte Leistungsverzeichnisse nach dieser ÖNORM erstellt werden.
Mit der Ausgabe vom 15. Juli 2015 können Lücken eine Bezeichnung erhalten und damit kategorisiert werden. Mit Kennwerten, die zu Positionen definiert werden, sind in Verbindung mit ausgeschriebenen oder abgerechneten Mengen unterschiedlichste Auswertungen möglich. Beispiele für Kennwerte sind eine Schuttmassenberechnung oder ökologische und physikalische Kennwerte. Neu wurde für den Austausch von Indexwerten für die Umrechnung veränderlicher Preise ein neuer Datenbestand definiert.

### ÖNORM B 2062, B 2063
ÖNORM B 2062 und ÖNORM B 2063 werden per 1. Juni 2009 von der neuen ÖNORM A 2063 abgelöst.
Form und Aufbau solcher Standardisierten Leistungsbeschreibungen sind in der ÖNORM A 2063 geregelt. In welcher Form ein Leistungsverzeichnis entsteht ist in der ÖNORM A 2063 zu finden. Diese Norm regelt vor allem auch die Formate für den elektronischen Datenaustausch zwischen Auftraggeber und Planer, Planer und Bieter beziehungsweise zwischen Bieter und vergebender Stelle.
Die neue ÖNORM A 2063 ersetzt per 1. Juni 2009 die Ausgaben ÖNORM B 2062:1996, ÖNORM B 2063:1996 und die ÖNORM B 2114:1996, die technisch überarbeitet und zu einer ÖNORM zusammengefasst wurden.

## Software zur Erstellung von Ausschreibungen
Professionelle AVA (Ausschreibung Vergabe Abrechnung) Programme (Ausschreibungsprogramme) unterstützen die elektronische Erstellung und Abwicklung von Ausschreibungen unter Einhaltung der ÖNORM A 2063 (vormals ÖNORM B 2062 und B 2063). Solche AVA Programme sind meist modular aufgebaut und bieten neben dem Modul für Ausschreibungserstellung und Preisspiegel auch Module für Kostenmanagement, Kostenermittlung, Raumbuch, Gebäudemodell, Protokolle, Baucontrolling, SiGePlanung und Angebotskalkulation.
Um Bietern das Ausfüllen/das Auspreisen von Ausschreibungen in elektronischer Form zu erleichtern, stellen einige Softwarehersteller sogenannte Auspreisprogramme kostenfrei zur Verfügung.